# Toby Young
Toby Young (egentligen Toby Daniel Moorsom Young) är en brittisk journalist och författare.
Han föddes 1963 och utbildade sig vid Universitetet i Oxford. Hans karriär startade med den egna tidskriften Modern Review i England på 1980-talet. Denna lades dock ned efter ett gräl med tidningens andre redaktör Julie Burchill. Han sökte sig då till New York för ett arbete på den kända nöjestidskriften Vanity Fair, vars chefredaktör Graydon Carter erbjudit Young ett arbete. Han tvingades dock sluta då han under flera års arbete inte lyckats få en enda artikel publicerad. Däremot har han ställt till med ett flertal skandaler.
Han blev känd för en vidare publik efter den självbiografiska skildringen Hopplös och hatad av alla (How to Lose Friends and Alienate People) som skildrar hans karriär, i synnerhet åren i New York. Boken kan ses som en skildring av nöjesvärldens baksidor, av det märkliga livet på de amerikanska prestigetidningarna, av skillnader och krockar mellan brittisk och amerikansk kultur.